# Агуас-Корриентес
Агуас-Корриентес (исп. Aguas Corrientes) — небольшой городок в Уругвае в департаменте Канелонес, административный центр одноимённого муниципалитета.

## История
Название городка в переводе означает «бегущая вода» и связано с тем, что городок возник благодаря насосной станции. В 1867—1871 годах уругвайское правительство решило использовать реку Санта-Лусия в качестве источника воды для Монтевидео. Насосная станция была построена на деньги британского капитала, и перешла в руки государства лишь в 1949 году.
В районе насосной станции стали селиться её рабочие и члены их семей. В 1882 году была открыта публичная школа. 26 ноября 1923 года поселение получило статус «деревня» (pueblo). 19 октября 1971 года его статус был поднят до «небольшой город» (villa).

## Спорт
В городке имеются футбольный клуб и яхт-клуб.